# Sainte-Gemme-Martaillac
Sainte-Gemme-Martaillac è un comune francese di 351 abitanti situato nel dipartimento del Lot e Garonna nella regione della Nuova Aquitania.

## Società

### Evoluzione demografica
Abitanti censiti